# Jelisaweta Scharka
Jelisaweta Jurjewna Scharka (ukrainisch Єлизавета Жарка; * 14. Juni 1992 in Charkiw, englische Transkription Yelyzaveta Zharka) ist eine ukrainische Badmintonspielerin.

## Karriere
Jelisaweta Scharka begann mit acht Jahren in der Schule Badminton zu spielen. 2010 nahm sie an den Olympischen Jugend-Sommerspielen teil, bei denen sie in der Gruppenphase scheiterte. Im folgenden Jahr erspielte sie mit dem ukrainischen Nachwuchsteam die Bronzemedaille bei den Junioreneuropameisterschaften. 2009 in zwei Disziplinen und 2010 im Dameneinzel war Scharka bei den Czech Juniors erfolgreich, 2010 und 2011 bei den Polish Juniors. 2012 gewann sie die Slovak International im Doppel an der Seite von Julija Kasarinowa und wurde im Gemischten Doppel Zweite. Außerdem nahm sie zum ersten Mal an der Badminton-Europameisterschaft teil. Im folgenden Jahr wurde Scharka mit Mariya Diptan im Damendoppel erstmals ukrainische Meisterin. 2013 wurde Scharka in die Nationalmannschaft aufgenommen und trat für die Ukraine bei der Sommer-Universiade in Kazan an. Bei den Romanian International, den Slovenian International und den internationalen Meisterschaften der Slowakei erreichte sie das Finale. Im nächsten Jahr triumphierte sie bei den nationalen Titelkämpfen in zwei Disziplinen und im Gemischten Doppel mit Witalij Konow bei den European Universities Games. Bei den Kharkiv International wurde Scharka im Mixed Zweiter und siegte mit Natalja Woizech im Damendoppel. Sowohl 2015 als auch 2016 verteidigte sie ihre beiden Titel bei den Ukrainischen Meisterschaften. Außerdem zog sie ins Endspiel der Polish International ein und war erneut bei den European Universities Games erfolgreich. Im folgenden Jahr gewann Scharka bei den nationalen Meisterschaften im Mixed an der Seite von Walerij Atraschtschenkow und scheiterte im Damendoppel im Finale gegen Olena Prus und Julija Kasarinowa. Bei den Turkey International erspielte sie zwei Silbermedaillen, während sie die KaBal International gewinnen konnte. 2018 erreichte Scharka mit Marina Iljinska das Endspiel der Spanish International. Sowohl in diesen als auch im folgenden Jahr konnte sie jeweils in zwei Disziplinen die Ukrainischen Meisterschaften gewinnen. 2021 verlor sie bei den internationalen Meisterschaften der Ukraine mit Marija Stoljarenko gegen die Deutschen Stine Küspert und Emma Moszczynski, gegen die sie im nächsten Jahr auch im Finale der Ukraine Open unterlagen.